# Araeolaimus tenuicauda
Araeolaimus tenuicauda is een rondwormensoort uit de familie van de Diplopeltidae.